# Meigenielloides cinerea
Meigenielloides cinerea är en tvåvingeart som beskrevs av Townsend 1919. Meigenielloides cinerea ingår i släktet Meigenielloides och familjen parasitflugor. Inga underarter finns listade i Catalogue of Life.